# أوغي بانكس
أوغي بانكس (بالإنجليزية: Ogie Banks)‏ مواليد 13 يونيو 1973 في لوس أنجلوس، هو ممثل أمريكي بدأ مسيرته الفنية سنة 1990.

## الأعمال
- أولاد كبار
- بن 10: أومنيفرس
- أولاد الجيران
- فلمور
- المراهقة الآلية
- فارس وفادي
- مدرسة الامبراطور الجديدة
- الأسد الحارس
- البديل
- ألتيميت سبايدرمان

## روابط خارجية
- أوغي بانكس على موقع IMDb (الإنجليزية)
- أوغي بانكس على موقع قاعدة بيانات الفيلم (الإنجليزية)
- أوغي بانكس على موقع ANN person (الإنجليزية)